# Polarstar Ridge
Polarstar Ridge (englisch für Polarsterngrat) ist ein zerklüfteter und 6 km langer Gebirgskamm im Süden der westantarktischen Alexander-I.-Insel. In den Staccato Peaks erstreckt er sich von der Felsnadel The Obelisk in südwestlicher Richtung.
Das Advisory Committee on Antarctic Names benannte ihn nach der Northrop Gamma Polar Star, dem Tiefdecker des US-amerikanischen Polarforschers Lincoln Ellsworth, mit dem dieser gemeinsam mit Kopilot Herbert Hollick-Kenyon (1897–1975) diesen Gebirgskamm am 23. November 1935 im Überflug entdeckte und fotografierte.